# Ян Стен
Ян Стен (на нидерландски: Jan Steen) е холандски художник от XVII век, известен с битовата си живопис.

## Биография
По косвени пътища е установено, че Ян Стен е роден около 1626 г. Син е на пивоваря и търговец на зърно Хавик Стен и Елизабет Капитейн.
Предполага се, че завършва Латинското училище в Лайден. През ноември 1646 г. постъпва в Лайденския университет. Изглежда не довършва образованието си там, тъй като на 18 март 1648 г. е приет в гилдията на художниците „Свети Лука“. Не е известно кой е неговият учител в художествения занаят. Обикновено се сочат имената на Николаус Кнупфер и Ян ван Гойен.
На 3 ноември 1649 г. Ян Стен се жени за дъщерята на Ян ван Гойен, Маргарита. Арнолд Хаубракен (1660 – 1719), автор на първата книга посветена на холандското изкуство от XVII век, разказва, че по време на сватбата младоженката е била в напреднала бременност. Според него, Ван Гоен и Ян Стен имали свада по този повод. Като се има в предвид, че първото дете на Стен е родено през февруари 1651 г., сведенията на Хаубракен могат да бъдат подложени на съмнение.
След сватбата семейството живее в продължение на около 5 години в Хага. Тъй като картините на Ян Стен не се продават успешно, той се насочва към бащиния си занаят. С помощта на Хавик Стен художникът открива през 1654 г. своя пивоварна в Делфт. Начинанието не се оказва сполучливо. Като причини се сочат неспособността на Стен да се занимава с друго освен живопис (мнение на Арнолд Хаубракен) и взрива на арсенала в Делфт на 12 октомври 1654 г., който разрушава голяма част от града.
През юли 1657 г. Стен се отказва от пивоварството и се връща в Лайден. Установява се в село Вермонд, в околностите на града, където прекарва две години от живота си. Домът, който обитава от 1658 до 1660 г., е запазен и до днес.
От 1660 до 1670 г. Ян Стен живее в Харлем. Това е най-плодотворният в творческо отношение период от живота на художника. През 1661 г. той е приет в гилдията на харлемските художници. В 1662 г. се разболява тежко и едва не умира. Запазено е негово писмо, с което моли градските власти да се погрижат за децата му в случай, че останат сираци. Семейството живее много бедно. Когато съпругата на Стен се разболява, той не е в състояние да заплати на аптекаря лекарствата, необходими за лечението ѝ. През 1667 г. тя умира.
В 1670 г. почива бащата на Ян Стен, завещавайки му къщата си в Лайден. Заедно с децата си, художникът се връща в родния си град. Той подновява членството си в гилдията „Свети Лука“, в която през следващите години заема важен пост. Винаги уважаван от колегите си, Стен остава беден поради невъзможността да продава картините си.
През 1672 г. художникът се жени за втори път. Новата му жена е вдовица с две деца.
Ян Стен умира в началото на 1679 г. Погребан е на 3 февруари в гробището при църквата „Свети Петър“ в Лайден.

## Творчество
Стен е известен най-вече като художник на жанрови сцени. Те се отличават с голямо разнообразие: домашен бит, празненства, кръчмарски сцени, деца в училище и други. Предпочита да изобразява темпераментни характери и сюжети с бурно веселие. Автор е и на портрети и библейски сцени.
- „Градоначалникът и неговата дъщеря“, 1655 г.
- „Автопортрет с лютня“, 1660 – 63 г.
- „Танцуваща двойка“, 1663 г.
- „Както се чукате, така и пиете“, 1665 г.
- „Празникът на свети Миколин“, 1665 – 68 г.
- „Коронованият оратор“
- „Момиче със стриди“
- „Посещение“